# Michael Foley (ciclista)
Michael Foley (Milton, 12 gennaio 1999) è un pistard e ciclista su strada canadese che corre per il team Hustle Pro Cycling. Su pista ha vinto cinque medaglie d'oro ai Campionati panamericani e una ai Giochi panamericani.

## Palmarès

### Pista
- 2018

Campionati canadesi, Inseguimento a squadre (con Evan Burtnik, Derek Gee e Adam Jamieson)
Campionati canadesi, Americana (con Derek Gee)
- 2019

Campionati panamericani, Inseguimento a squadre (con Vincent De Haître, Derek Gee e Jay Lamoureux)
Campionati panamericani, Corsa a punti
Campionati canadesi, Inseguimento a squadre (con Aidan Caves, Jay Lamoureux e Chris Ernst)
Campionati canadesi, Americana (con Derek Gee)
Campionati canadesi, Inseguimento a squadre (con Aidan Michael Caves, Jay Lamoureux e Chris Ernst)
- 2020

Campionati canadesi, Inseguimento a squadre (con Aidan Caves, Jay Lamoureux e Chris Ernst)
- 2022

Campionati panamericani, Inseguimento a squadre (con Evan Burtnik, Chris Ernst e Sean Richardson)
Campionati panamericani, Americana (con Dylan Bibic)
Campionati canadesi, Inseguimento individuale
- 2023

Campionati canadesi, Inseguimento individuale
Campionati panamericani, Inseguimento a squadre (con Dylan Bibic, Mathias Guillemette e Sean Richardson)
Giochi panamericani, Inseguimento a squadre (con Campbell Parrish, Carson Mattern e Sean Richardson)
- 2024

Campionati canadesi, Scratch
- 2025

Bromont, Scratch
Bromont, Corsa a eliminazione
Campionati canadesi, Inseguimento individuale
Campionati canadesi, Omnium

### Strada
- 2024 (Hustle Pro Cycling, una vittoria)

2ª tappa Tour de Beauce (Saint-Odilon-de-Cranbourne > Saint-Odilon-de-Cranbourne)

#### Altri successi
- 2022 (Toronto Hustle, una vittoria)

Campionati canadesi, Criterium

## Piazzamenti

### Competizioni mondiali
- Campionati del mondo su pista

Montichiari 2017 - Inseguimento a squadre Junior: 9º
Montichiari 2017 - Americana Junior: 10º
Apeldoorn 2018 - Inseguimento a squadre: 8º
Pruszków 2019 - Inseguimento a squadre: 4º
Berlino 2020 - Inseguimento a squadre: 11º
Berlino 2020 - Corsa a punti: 20º
Roubaix 2021 - Inseguimento a squadre: 9º
Glasgow 2023 - Inseguimento a squadre: 6º
Glasgow 2023 - Inseguimento individuale: 17º
- Campionati del mondo su strada

Bergen 2017 - In linea Junior: ritirato
- Giochi olimpici

Tokyo 2020 - Inseguimento a squadre: 5º
Tokyo 2020 - Americana: ritirato
Parigi 2024 - Inseguimento a squadre: 7º
Parigi 2024 - Americana: 13º

### Competizioni continentali
- Campionati panamericani

Cochabamba 2019 - Inseguimento a squadre: vincitore
Cochabamba 2019 - Corsa a punti: vincitore
Lima 2022 - Inseguimento a squadre: vincitore
Lima 2022 - Corsa a punti: 2º
Lima 2022 - Americana: vincitore
San Juan 2023 - Inseguimento a squadre: vincitore
San Juan 2023 - Inseguimento individuale: 2º
San Juan 2023 - Corsa a eliminazione: 2º
- Giochi panamericani

Cile 2023 - Inseguimento a squadre: vincitore
Cile 2023 - Americana: 5º
Cile 2023 - Omnium: 5º